# Octavio Paz
Octavio Paz Lozano (ejtsd: [oktávio pász loszáno]) (Mexikóváros, Mexikó, 1914. március 31. – Mexikóváros, 1998. április 19.) irodalmi Nobel-díjas mexikói költő, esszéíró és diplomata volt.

## Életrajz
Octavio Paz Lozano 1914. március 31-én született Mexikóvárosban, a mexikói forradalom idején. Egy Mixcóac nevű, ma már Mexikóvároshoz tartozó településen nevelkedett édesanyjával, Josefina Lozanóval, aki vallásos asszony volt, egyik nagynénjével és apai nagyapjával, Ireneo Pazszal, aki Porfirio Díaz csapatában szolgált katona, liberális értelmiségi és regényíró volt. Édesapja, id. Octavio Paz írnokként és ügyvédként dolgozott Emiliano Zapata részére; érintett volt a forradalmat követő agrárreformban, s aktívan részt vett José Vasconcelos Calderón mozgalmában. Ezek miatt édesapja hosszú időt töltött távol a családtól.
Pazt kicsiny korától kezdve befolyásolta az irodalom nagyapjának köszönhetően, aki éppúgy kedvelte a klasszikus, mint a mexikói irodalmat. Az 1920–1930 közötti évtizedben fedezte fel Gerardo Diego, Juan Ramón Jiménez és Antonio Machado európai költőket, akik szintén hatással voltak legkorábbi írásaira. Első költeményét már serdülőként jelentette meg 1931-ben Cabellera („Hajzat”) címen, amelyhez Saint-John Perse francia költőtől tett hozzá egy mottót. Két évvel később, 19 éves korában adta ki Luna Silvestre („Vad Hold”) című verseskötetét. 1937 körül már a főváros legfiatalabb és legígéretesebb költőjének tartották.
1937-ben befejezte egyetemi tanulmányait és a Yucatán-félszigetre utazott munkát keresni. Egy Méridához közeli iskolában helyezkedett el. Ekkor kezdett az Entre la piedra y la flor („A kő és a virág közt”) című költeményének írásába (1941, átnézve 1976-ban), amely a mexikói parasztok kulturális helyzetét és hitvesztését beszéli el, a kapitalista társadalom következményeként.
Még ebben az évben a polgárháború idején Spanyolországba utazott, hogy kimutassa rokonszenvét a köztársaságiakkal, akiknek politikai ideológiája befolyásolta ifjúkori művészetében, aggódó és szorongó nézetet tulajdonítva szülőföldje és Spanyolország életkörülményei tekintetében. 1938-ban, Mexikóba való visszatérésekor másodalapítóként részt vett a Taller („Műhely”) című irodalmi magazin munkájában 1938-ban, amelyben 1941-ig jelentek meg írásai. 1943-ban nyerte el a Guggenheim ösztöndíjat és a berkeleyi Kaliforniai Egyetemen kezdte meg tanulmányait az Amerikai Egyesült Államokban. Két évvel később mexikói diplomataként kezdett dolgozni Franciaországban egészen 1962-ig. Ebben az időszakban, 1950-ben írta meg és publikálta az El laberinto de la soledad („A magány labirintusa”) című, újító jellegű antropológiai tanulmányát a gondolkodásról és a mexikói identitásról.
1985-ben Alfonso Reyes-díjat, 1987-ben Menéndez Pelayo-díjat kapott. 1990-ben megkapta az irodalmi Nobel-díjat.
Kísérletezés és rendszerellenesség lehetne a két szó, amely leginkább jellemezné költészetét, azonban olyan költő volt, akit nehéz lenne beskatulyázni. A kritikusok által ráaggatott címkék egyike sem illik teljesen művészetére: neomodernista költő a kezdetekben, később egzisztencialista, s alkalmanként szürrealista. Tulajdonképpen olyan költő, aki egyik irányzatnál sem ragadt meg, mert mindig figyelemmel kísérte a költészetben végbemenő változásokat, mindig kísérletezett, oly módon, hogy költészete meglehetősen személyes és eredeti megnyilvánulássá alakult. Ezen kívül nagy lírai költő volt, akinek sorai szépséges képeket tartalmaznak.
Octavio Paz 1998. április 19-én szülővárosában, Mexikóvárosban halt meg.

## Csalódása a kommunizmusban
Eredetileg Paz rokonszenvezett a spanyol polgárháborúban a republikánus oldallal, azonban mint azt a Conversaciones con Octavio Paz („Beszélgetések Octavio Pazszal”) című televíziós sorozatban elismerte, amikor értesült egyik bajtársának meggyilkolásáról, amelyet ez a fél követett el, csalódni kezdett. Amikor megjelentette Sztálinról szóló kritikus álláspontját 1951 márciusában, szakított baloldali barátaival.
Később, a Plural és a Vuelta című folyóirataiban feltárta a kommunista rezsimek emberi jogok ellen elkövetett tetteit. Ez nagy ellenszenvet váltott ki a latin-amerikai baloldal és néhány egyetemi hallgató részéről. Az 1993-ban kiadott, teljes műveit tartalmazó könyvsorozata IX. kötetének előszavában Paz kijelentette (44. oldal):

„Mexikóban eleinte gyanakodva és aggodalommal néztek rám; azóta ez a bizalmatlanság egyre nyíltabb és erősebb ellenségeskedéssé kezdett válni. De azokban a napokban [az 1950-es években] én nem gondoltam, hogy az ócsárolások éveken át el fognak kísérni, máig…” (Nyersfordítás)

A mexikói jobboldal néhány képviselőjének ellenszenve Paz politikai nézete iránt egészen az 1998-as haláláig fennállt, sőt, még utána is.

## Költői művek
- 1938–1946: Puerta condenada
- 1937: La rama
- 1957: Piedra de sol
- 1958: Libertad bajo palabra
- 1962: Salamandra
- 1969: Ladera Este
- 1972: Le singe grammairien, Claude Esteban fordítása; a spanyol kiadás címe El mono gramático (1974).
- 1976: Vuelta
- 1987: Árbol Adentro

El fuego de cada día („Minden nap tüze”) címmel jelentős válogatást adott ki költői műveiből.

### Esszék
- 1950: El laberinto de la soledad
- 1956: El Arco y la Lira
- 1957: Las peras del olmo
- 1965: Cuadrivio
- 1966: Puertas al Campo
- 1967: Corriente Alterna
- 1967: Claude Levi-Strauss o el nuevo festín de Esopo
- 1968: Marcel Duchamp o el castillo de la Pureza, bővített kiadása az Apariencia desnuda (1973)
- 1969: Conjunciones y Disyunciones
- 1969: Postdata, az El Laberinto de la Soledad folytatása
- 1973: El signo y el Garabato
- 1974: Los Hijos del Limo
- 1974: La Búsqueda del Comienzo (2. kiadás: 1980)
- 1979: El Ogro Filantrópico
- 1979: In-mediaciones
- 1982: Sor Juana Ines de la Cruz o las trampas de la fe
- 1983: Tiempo Nublado
- 1983: Sombras de Obras
- 1984: Hombres en su Siglo
- 1990: Pequeña Crónica de Grandes Días
- 1990: La Otra Voz
- 1991: Convergencias
- 1992: Al Paso
- 1993: La Llama Doble
- 1994: Itinerario
- 1995: Vislumbres de la India

### Fordítások
- Versiones y diversiones (költői fordítások gyűjteménye)
- Sendas de Oku, Matsuo Bashotól (1957)
- Antología de Fernando Pessoa (1984)

## Magyarul
- Napköve (Piedra de sol) ford., utószó Somlyó György, ill. Szász Endre; Magyar Helikon, Bp., 1965
- Fekete sugarak; ford., vál., utószó Somlyó György; Európa, Bp., 1971
- Juan Soriano mexikói festőművész kiállítása. Budapest, Magyar Nemzeti Galéria, 1978. szeptember–október; rend. Fernando Gamboa, N. Pénzes Éva, bev. Octavio Paz; Magyar Hirdető, Bp., 1978
- Meztelen jelenés (Marcel Duchamp) (Apariencia desnuda) ford. Somlyó György, Csuday Csaba, utószó Somlyó György; Helikon, Bp., 1990
- Futóhomok; Rappaccini lánya (Arenas movedizas valamint La hija de Rappaccini) ford. Dobos Éva; Bíró Ivett, Noran, Bp., 2000 (Kentaur könyvek)
- Az erotikus túlpart: Sade; ford. Szőnyi Ferenc; Európa, Bp., 2002 (Mérleg)

## Fordítás
- Ez a szócikk részben vagy egészben az Octavio Paz című spanyol Wikipédia-szócikk fordításán alapul.  Az eredeti cikk szerkesztőit annak laptörténete sorolja fel. Ez a jelzés csupán a megfogalmazás eredetét és a szerzői jogokat jelzi, nem szolgál a cikkben szereplő információk forrásmegjelöléseként.